# Музей знаменитых харьковчан имени К. И. Шульженко
«Музей знаменитых харьковчан им. К. И. Шульженко» — мемориальный музей в г. Харьков, посвящённый певице Клавдии Шульженко. Расположен по адресу: Байкальский пер., 1. 

## История
Музей основан в сентябре 1995 года. Открытие было приурочено к I Международному фестивалю эстрадной песни им. К. И. Шульженко. Зарегистрирован 26 мая 1996 года. 
Основателем музея является муж племянницы Клавдии Шульженко — Борис Агафонов.

## Экспозиция
Сегодня в музее можно ознакомиться с несколькими экспозициями: 
- «Легенда эстрады К.И. Шульженко»,
- «Знаменитые харьковчане».